# 第72届奥斯卡金像奖
第72届奥斯卡颁奖典礼是美国电影艺术与科学学院旨在奖励1999年最优秀电影的一场晚会，于太平洋时区2000年3月26日下午17点30分（北美东部时区晚上20点30分）在美国加利福尼亚州洛杉矶的神殿礼堂举行，共计颁奖了23座奥斯卡金像奖（也称学院奖），男演员比利·克里斯托第7次担任主持人。他于1990年举行的第62届奥斯卡颁奖典礼上首次主持，上一次则是1998年的第70届奥斯卡颁奖典礼。本届颁奖典礼由ABC在美国直播，在北美地区共计吸引了约4700万观众收看。三个星期前的3月4日，莎瑪·希恩在比佛利山的威尔希尔丽晶酒店主持颁发了奥斯卡科技成果奖。
《美国佳人》赢得了包括最佳影片、导演、男主角奖在内的五项大奖。其它获奖电影包括获奖四项的《黑客帝国》，获奖两项的《苹果酒屋法则》和《酣歌畅戏》，获奖一项的《关于我的母亲》、《男孩別哭》、《移魂女郎》、《残疾画家》、《撒旦在纽约》、《老人与海》、《九月的某一天》、《红色小提琴》、《斷頭谷》和《泰山》。

## 获奖和提名
第72届奥斯卡金像奖提名名单于太平洋时区2000年2月15日早上5点38分（UTC下午13点38分）由学院主席罗伯特·莱姆（Robert Rehme）和男演员德斯汀·荷夫曼一起在比佛利山的塞缪尔·戈尔德温剧院公布。《美国佳人》以8项提名领跑，《苹果酒屋法则》和《局内人》以7项紧随其后。
获奖名单在2000年3月26日举行的颁奖典礼上公布。执导《美国佳人》的山姆·曼德斯成为第6位凭处女作拿下导演奖的导演，而拿下男主角奖的凯文·斯派西则成为第一位首次提名男主角和男配角奖就成功胜出的男演员，他曾因《普通的嫌疑犯》获第68届奥斯卡金像奖男配角奖。安吉丽娜·朱莉因《移魂女郎》获女配角奖，她的父亲強·沃特曾因《返乡》获第51届奥斯卡男主角奖，两人也因此成为历史上继亨利·方达和简·方达后第一对获奥斯卡演员类奖项的父女。

### 奖项

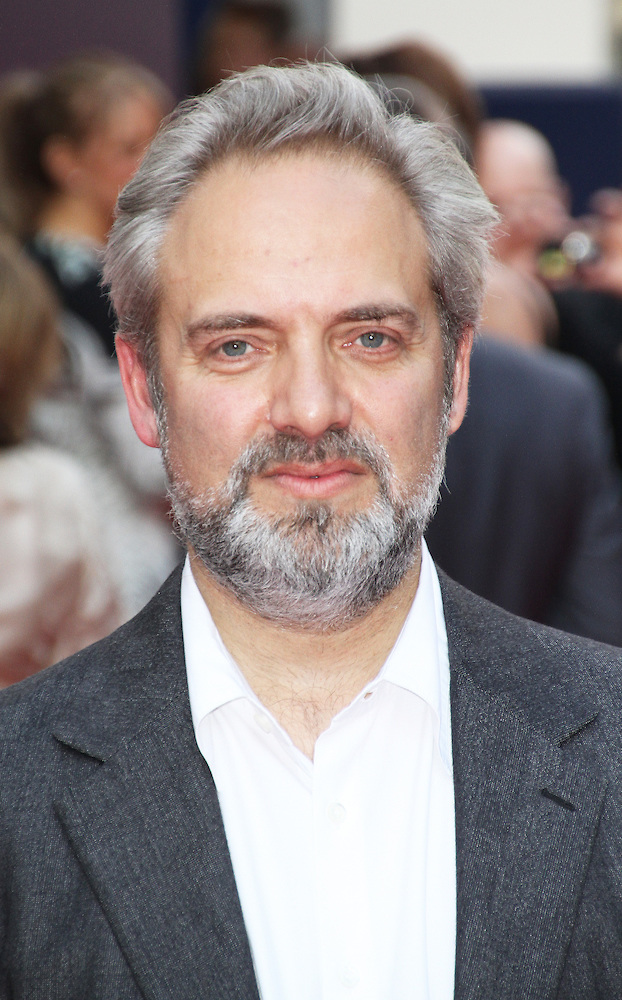
山姆·曼德斯因《美国佳人》获导演奖

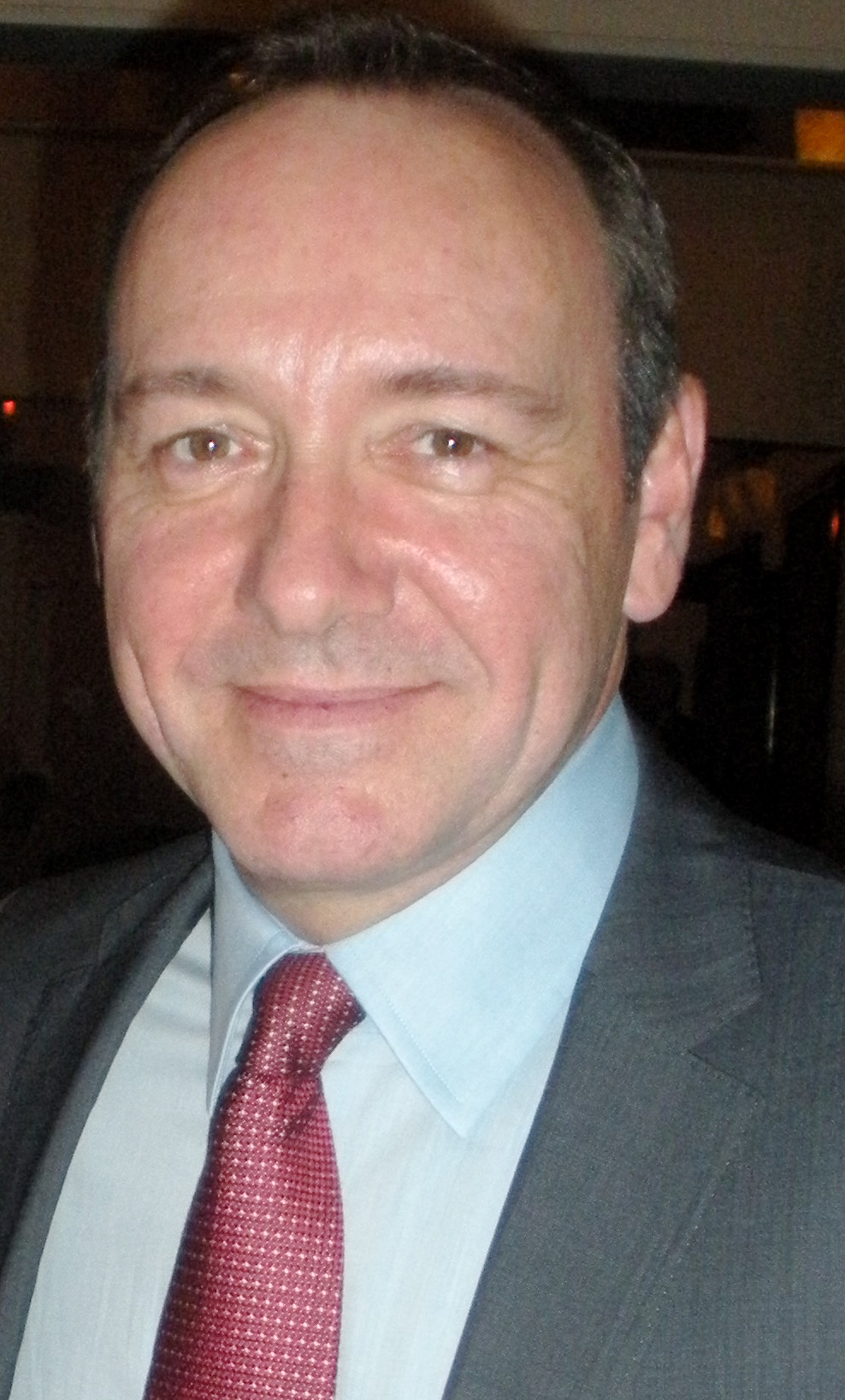
凱文·斯貝西因《美国佳人》获男主角奖

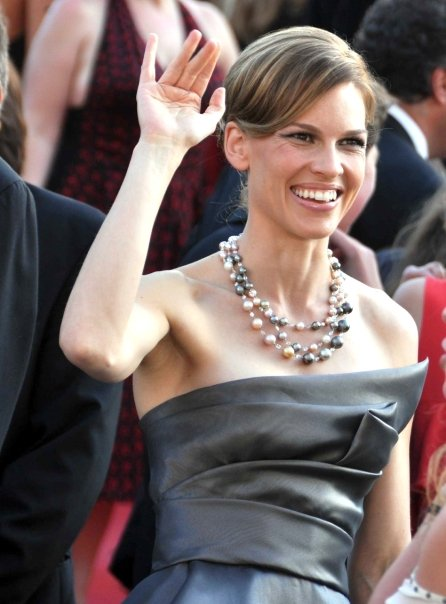
希拉里·斯旺克因《男孩不哭》获女主角奖

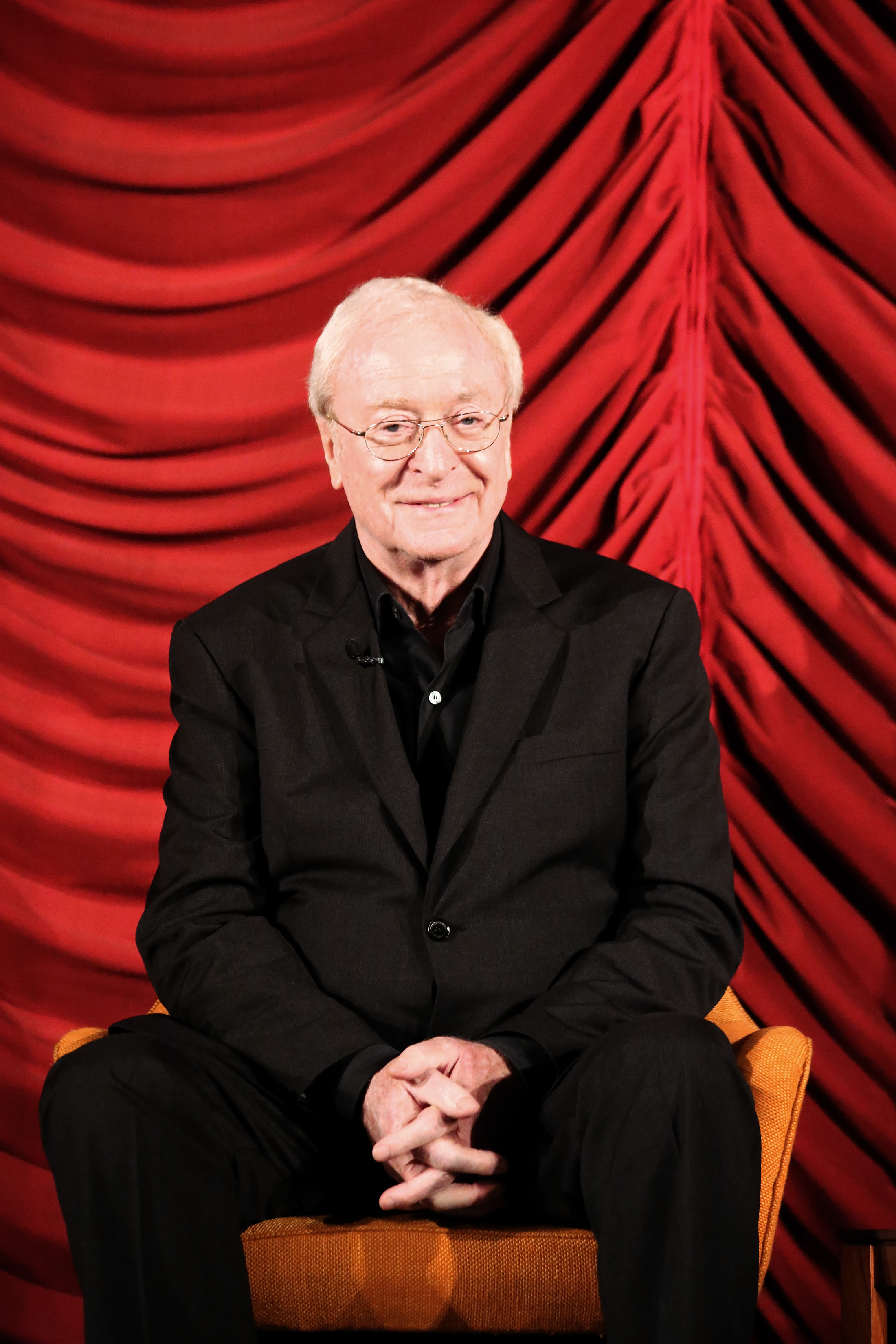
米高·肯恩因《苹果酒屋法则》获男配角奖

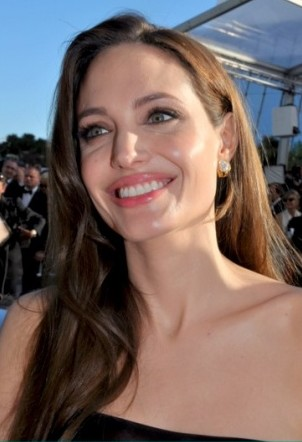
安吉丽娜·朱莉因《移魂女郎》获女配角奖

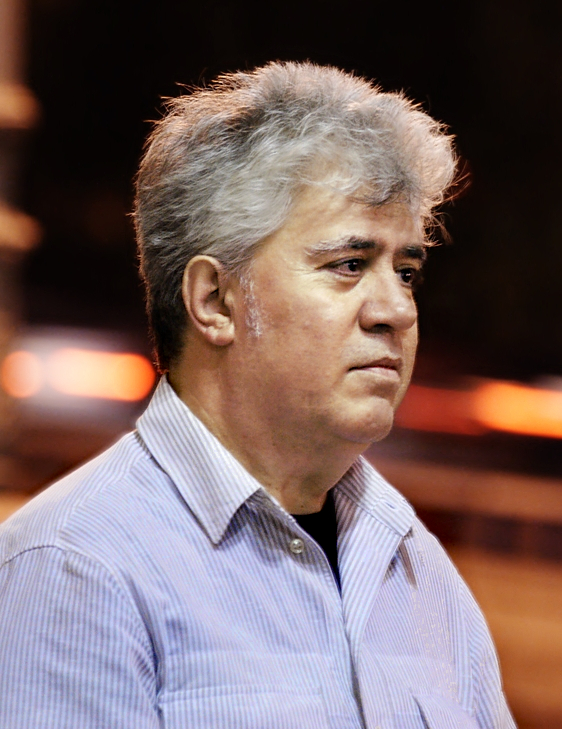
佩德罗·阿尔莫多瓦尔因《关于我的母亲》获外语片奖

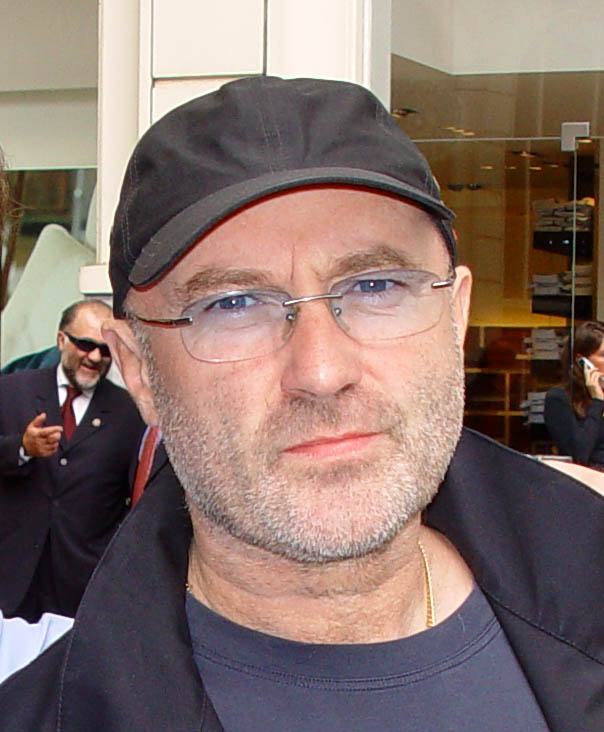
菲尔·柯林斯因《泰山》获原创歌曲奖

获奖作品列在最上方一行，并且右侧会附上‡符号：
| 最佳影片 | 导演 |
| --- | --- |
| - 《美国佳人》——布鲁斯·科恩和丹·金克斯‡ - 《苹果酒屋法则》——理查德··格莱德斯坦（Richard N. Gladstein） - 《绿里》——法蘭·達拉本特和大卫·瓦尔德（David Valdes） - 《局内人》——迈克尔·曼和彼得·简·布鲁格（Pieter Jan Brugge） - 《第六感》——凱斯琳·甘迺迪、法蘭克·馬歇爾和巴里·门德尔 | - 萨姆·门德斯——《美国佳人》‡ - 莱塞·霍尔斯道姆——《苹果酒屋法则》 - 斯派克·琼斯——《成为约翰·马尔科维奇》 - 迈克尔·曼——《局内人》 - M·奈特·沙马兰——《第六感》 |
| 男主角 | 女主角 |
| - 凯文·斯派西——《美国佳人》‡ - 拉塞尔·克劳——《局内人》 - 理查德·法恩斯沃斯——《史崔特先生的故事》 - 肖恩·潘——《甜美与卑微》 - 丹泽尔·华盛顿——《飓风》 | - 希拉里·斯旺克——《男孩不哭》‡ - 安奈特·贝宁——《美国佳人》 - 珍妮特·麦克蒂尔——《蒲公英》 - 朱丽安·摩尔——《爱到尽头》 - 梅丽尔·斯特里普——《心曲》 |
| 男配角 | 女配角 |
| - 迈克尔·凯恩——《苹果酒屋法则》‡ - 汤姆·克鲁斯——《木兰花》 - 迈克尔·克拉克·邓肯——《绿里》 - 朱迪·劳——《天才雷普利先生》 - 哈利·乔尔·奥斯蒙特——《第六感》 | - 安吉莉娜·朱莉——《移魂女郎》‡ - 托妮·克莱特——《第六感》 - 凯瑟琳·基纳——《成为约翰·马尔科维奇》 - 薩曼莎·摩頓——《甜美与卑微》 - 科洛·塞维尼——《男孩不哭》 |
| 原著剧本 | 原著改编 |
| - 《美国佳人》——艾倫·鮑爾‡ - 《成为约翰·马尔科维奇》——查理·卡夫曼 - 《木兰花》——保羅·湯瑪斯·安德森 - 《第六感》——奈特·沙马兰 - 《酣歌畅戏》——麥克·李 | - 《苹果酒屋法则》——約翰·艾文根据自己所著的小说《心塵往事》改编‡ - 《选举》——阿历山大·佩恩和吉姆·泰勒改编自汤姆·佩罗塔的同名小说 - 《绿里》——法蘭·達拉本特改编自斯蒂芬·金的小说《綠里奇蹟》 - 《局内人》——迈克尔·曼和艾瑞克·羅斯改编自玛丽·布伦纳的文章《知道太多的人》 - 《天才雷普利先生》——安东尼·明格拉改编自派翠西亞·海史密斯的同名小说      |
| 外语片 | |
| - 《关于我的母亲》（西班牙，西班牙语）——佩德罗·阿尔莫多瓦尔‡ - 《喜马拉雅》（尼泊尔，尼泊尔语）——埃里克·瓦力（Éric Valli） - 《东方西方》（法国，法语）——雷吉斯·瓦格涅（Régis Wargnier） - 《索罗门与加诺》（英国，威尔士语）——保罗·莫里西（Paul Morrison） - 《太阳底下》（瑞典，瑞典語）——科林·纳特利 | |
| 纪录片 | 纪录短片 |
| - 《九月的某一天》——阿瑟·科恩和凯文·麦克唐纳‡ - 《樂士浮生錄》——溫·韋德斯和乌尔里希·费尔斯贝格（Ulrich Felsberg） - 《成吉思汗蓝调》——罗科·贝里克（Roko Belic）和阿德里安·贝里克（Adrian Belic） - 《拳击少年》——纳内特·波斯特恩和布莱特·摩根（Brett Morgen） - 《用琴弦说话》——保拉·迪·弗洛里奥（Paola di Florio）和莉莉伯特·福斯特（Lilibet Foster） | - 《残疾画家》——苏珊·汉娜·哈达瑞（Susan Hannah Hadary）和威廉·A·怀特福德（William A. Whiteford）‡ - 《目击证人》——伯特·范·博克（Bert Van Bork） - 《南方最狂野的表演：安哥拉监狱竞技》——西米恩·索弗（Simeon Soffer）和乔纳森·斯塔克 |
| 實景短片 | 动画短片 |
| - 《撒旦在纽约》——芭芭拉·朔克（Barbara Schock）和塔米·提希尔（Tammy Tiehel）‡ - “”——亨里克·鲁本·简兹（Henrik Ruben Genz）和迈克尔··霍斯登（Michael W. Horsten） - 《杀死乔》（Killing Joe）——梅迪·诺拉赞恩（Mehdi Norowzian）和史蒂夫·瓦克斯（Steve Wax） - 《零钱》（Kleingeld）——马克 - 安德烈亚斯·巴克特（Marc-Andreas Bochert）和加布里埃尔·林斯（Gabriele Lins） - 《大小奇迹》（Major and Minor Miracles）——马库斯·奥尔森 | - 《老人与海》——亞歷山大·彼得罗夫‡ - 《无聊》——彼得·皮克（Peter Peake） - 《我的祖母给国王熨过衣服》——托里尔·科芙（Torill Kove） - 《受难三美人》（3 Misses）——保罗·德里森 - 《破晓之时》——温迪·蒂尔比和阿曼达·福比斯 |
| 原创配乐 | 原创歌曲 |
| - 《红色小提琴》——约翰·科里利亚诺‡ - 《美国佳人》——湯瑪斯·紐曼 - 《天使的孩子》——約翰·威廉斯 - 《苹果酒屋法则》——蕾切尔·波特曼 - 《天才雷普利先生》——盖布瑞·雅德 | - 《》（《泰山》片尾曲）——词曲：菲爾·柯林斯‡ - 《》（《南方公园完整未删节剧场版》插曲）——词曲：特雷·帕克和马克·施艾曼 - 《》（《心曲》插曲）——词曲：黛安·华伦 - 《》（《木兰花》插曲）——词曲：艾美·曼 - 《》（《玩具总动员II》插曲）——词曲：蘭迪·紐曼                                                                                             |
| 音效剪辑 | 音效 |
| - 《黑客帝国》——戴恩·A·戴维斯（Dane A. Davis）‡ - 《搏击俱乐部》——任·克莱斯（Ren Klyce）和理查德·海姆斯（Richard Hymns） - 《星球大战I：幽灵的威胁》——本·贝尔特和汤姆·贝尔福特（Tom Bellfort） | - 《黑客帝国》——约翰·雷茨、格雷格·鲁德洛夫、大卫·坎贝尔和大卫·李‡ - 《绿里》——罗伯特·利特、艾略特·泰森、迈克尔·赫比克和威利·D·伯顿 - 《局内人》——安迪·尼尔森、道格·亨普希尔和李·奥尔洛夫 - 《木乃伊》——莱斯利·沙茨、克里斯·卡朋特、里克·克莱恩和克里斯·蒙罗 - 《星球大战I：幽灵的威胁》——加里·里德斯特罗姆、汤姆·约翰逊、肖恩·墨菲和约翰·米德格雷 |
| 艺术指导 | 摄影 |
| - 《斷頭谷》——艺术指导：瑞克·海因里希斯；内部装饰：彼得·杨（Peter Young）‡ - 《安娜與國王》——艺术指导：露西安娜·阿瑞吉；内部装饰：伊恩·惠特克（Ian Whittaker） - 《苹果酒屋法则》——艺术指导：大卫·格拉普曼（David Gropman）；内部装饰：贝丝·鲁维诺（Beth Rubino） - 《天才雷普利先生》——艺术指导：罗伊·沃克（Roy Walker）；内部装饰：布鲁诺·切萨里（Bruno Cesari） - 《酣歌畅戏》——艺术指导：伊芙·斯图尔特；内部装饰：伊芙·斯图尔特和约翰·布什（John Bush） | - 《美国佳人》——康拉德·霍尔‡ - 《爱到尽头》——罗杰·普拉特（Roger Pratt） - 《局内人》——但丁·斯宾诺蒂（Dante Spinotti） - 《斷頭谷》——艾曼努尔·卢贝兹基 - 《落在香杉树的雪花》——罗伯特·理查德森 |
| 化妆 | 服装设计 |
| - 《酣歌畅戏》——克里斯汀·布伦德尔（Christine Blundell）和特里弗·普劳德（Trefor Proud）‡ - 《王牌大贱谍2》——米歇尔·伯克（Michèle Burke）和迈克·史密森（Mike Smithson） - 《机器管家》——格雷格·坎农 - 《人生》——里克·贝克 | - 《酣歌畅戏》——林迪·海明（Lindy Hemming）‡ - 《安娜与国王》——珍妮·碧万（Jenny Beavan） - 《斷頭谷》——柯琳·艾特伍 - 《天才雷普利先生》——加里·琼斯（Gary Jones）和安·罗斯 - 《提图斯》——米莱娜·坎农尼诺 |
| 剪辑 | 视觉效果 |
| - 《黑客帝国》——扎克·斯坦伯格（Zach Staenberg）‡ - 《美国佳人》——塔里克·安瓦尔（Tariq Anwar）和克里斯多福·格林伯里（Christopher Greenbury） - 《苹果酒屋法则》——丽莎·芝诺·契尔金（Lisa Zeno Churgin） - 《局内人》——威廉·戈登伯格、保罗·鲁贝尔和大卫·罗森布鲁姆 - 《第六感》——安德鲁·曼德西恩 | - 《黑客帝国》——约翰·加埃塔、简尼克·赛尔斯（Janek Sirrs）、乔恩·图姆（Jon Thum）和史蒂夫·科特利（Steve Courtley）‡ - 《星球大战I：幽灵的威胁》——约翰·诺尔、丹尼斯·穆伦、斯科特·斯奎尔斯（Scott Squires）和罗布·科尔曼（Rob Coleman） - 《小斯图尔特》——约翰·迪克斯特拉、杰罗姆·陈（Jerome Chen）、亨利·F·安德森三世（Henry F. Anderson III）和埃里克·阿拉德（Eric Allard）                                                                            |

### 奥斯卡荣誉奖
- 安德烈·華依達[20][21]

### 欧文·G·托尔伯格纪念奖
- 沃伦·比蒂[22]

### 提名和获奖大户
| 提名数量 | 片名                      |
| -------- | ------------------------- |
| 8        | 《美国佳人》              |
| 7        | 《總有驕陽》              |
| 7        | 《局内人》                |
| 6        | 《第六感》                |
| 5        | 《天才雷普利先生》        |
| 4        | 《绿里》                  |
| 4        | 《黑客帝国》              |
| 4        | 《酣歌畅戏》              |
| 3        | 《成为约翰·马尔科维奇》   |
| 3        | 《木兰花》                |
| 3        | 《斷頭谷》                |
| 3        | 《星球大战I：幽灵的威胁》 |
| 2        | 《安娜与国王》            |
| 2        | 《男孩不哭》              |
| 2        | 《爱到尽头》              |
| 2        | 《心曲》                  |
| 2        | 《甜美与卑微》            |

| 获奖数量 | 片名             |
| -------- | ---------------- |
| 5        | 《美国佳人》     |
| 4        | 《黑客帝国》     |
| 2        | 《苹果酒屋法则》 |
| 2        | 《酣歌畅戏》     |

## 颁奖和表演嘉宾
以下人士出场颁发了奖项或表演节目：:295

### 颁奖嘉宾（按出场顺序排列）
| 姓名                               | 角色                                       |
| ---------------------------------- | ------------------------------------------ |
| 彼德·考约特                        | 第72届奥斯卡颁奖典礼广播员                 |
| 罗伯特·莱姆                        | 致开幕词欢迎各位来宾光临颁奖典礼           |
| 德鲁·巴里摩尔 卡梅伦·迪亚兹 刘玉玲 | 颁发服装设计奖                             |
| 哈利·乔尔·奥斯蒙特                 | 引出童星介绍蒙太奇                         |
| 海瑟·格拉汉姆 麦克·梅尔斯          | 颁发音效奖                                 |
| 艾瑞卡·巴杜 托比·马奎尔            | 颁发化妆奖                                 |
| 薇诺娜·赖德                        | 介绍最佳影片提名电影《苹果酒屋法则》       |
| 詹姆斯·柯本                        | 颁发女配角奖                               |
| 摩根·弗里曼                        | 引出介绍电影发展史的片段《两亿年历史》（200 Million Year History） |
| 凯特·布兰切特 朱迪·劳              | 颁发短片奖                                 |
| 伍迪警长 巴斯光年 翠丝             | 颁发动画短片奖                             |
| 塞缪尔·L·杰克逊                    | 介绍最佳影片提名电影《绿里》               |
| LL Cool J 凡妮莎·威廉斯            | 引出原创歌曲奖提名作品的现场表演           |
| 雪儿                               | 颁发原创歌曲奖                             |
| 韦斯·本特利 索拉·伯奇 米娜·苏瓦丽  | 颁发纪录短片奖                             |
| 伊森·霍克 乌玛·瑟曼                | 颁发纪录片奖                               |
| 安吉拉·贝塞特                      | 介绍最佳影片提名电影《第六感》             |
| 朱迪·丹奇                          | 颁发男配角奖                               |
| 简·方达                            | 向安德烈·華依達颁发奥斯卡荣誉奖            |
| 周润发                             | 颁发音效剪辑奖                             |
| 萨尔玛·海耶克                      | 引出颁发科技成果奖和戈登·E·索耶奖颁奖片段  |
| 阿诺德·施瓦辛格                    | 颁发视觉效果奖                             |
| 黛安·基顿                          | 介绍最佳影片提名电影《美国佳人》           |
| 安东尼奥·班德拉斯 佩内洛普·克鲁兹  | 颁发外语片奖                               |
| 基努·里维斯 查理兹·塞隆            | 颁发原创配乐奖                             |
| 爱德华·诺顿                        | 引出纪念去世影人片断                       |
| 拉塞尔·克劳 朱丽安·摩尔            | 颁发艺术指导奖                             |
| 汤米·李·琼斯 艾什莉·贾德           | 颁发剪辑奖                                 |
| 杰克·尼科尔森                      | 向沃伦·比蒂颁发欧文·G·托尔伯格纪念奖       |
| 布拉德·彼特                        | 颁发摄影奖                                 |
| 凯文·斯派西                        | 颁发原著改编奖                             |
| 梅尔·吉布森                        | 颁发原著剧本奖                             |
| 安杰莉卡·休斯顿                    | 介绍最佳影片提名电影《局内人》             |
| 罗伯托·贝尼尼                      | 颁发女主角奖                               |
| 格威妮丝·帕尔特罗                  | 颁发男主角奖                               |
| 史蒂文·斯皮尔伯格                  | 颁发导演奖                                 |
| 克林特·伊斯特伍德                  | 颁发最佳影片奖                             |

### 表演嘉宾（按出场顺序排列）
| 姓名                                                                                 | 角色     | 表演 |
| ------------------------------------------------------------------------------------ | -------- | --- |
| 伯特·巴卡拉克 罗布·施洛克（Rob Shrock） 唐·沃斯                                                | 音乐编排 | 管弦乐:238-239, 279:238-239 |
| 比利·克里斯托                                                                        | 主持人   | 开场歌舞 |
| 莎拉·麦克拉克兰 蘭迪·紐曼                                                            | 表演者   | 《玩具总动员II》插曲“” |
| 艾美·曼                                                                              | 表演者   | 《木兰花》插曲“” |
| 菲爾·柯林斯                                                                          | 表演者   | 《泰山》插曲“” |
| 格洛丽亚·埃斯特凡 超级男孩                                                           | 表演者   | 《心曲》插曲“” |
| 罗宾·威廉斯                                                                          | 表演者   | 《南方公园完整未删节剧场版》插曲“” |
| 盖斯·布洛克斯 菲丝·希尔 雷·查尔斯 拉蒂法女皇 艾萨克·海耶斯 伯特·巴卡拉克 迪翁·沃里克 | 表演者   | 《午夜牛郎》插曲“” 《绿野仙踪》插曲“” 《野姑娘杰恩》插曲“” 《星海浮沉錄》插曲“” 《为舞而生》插曲“” 《啼笑泪痕》插曲“” 《虎豹小霸王》插曲“” 《黑街神探》插曲“” 《俏郎君》插曲“” 《木偶奇遇记》插曲“” 《阿尔菲》插曲“” |

## 典礼资讯

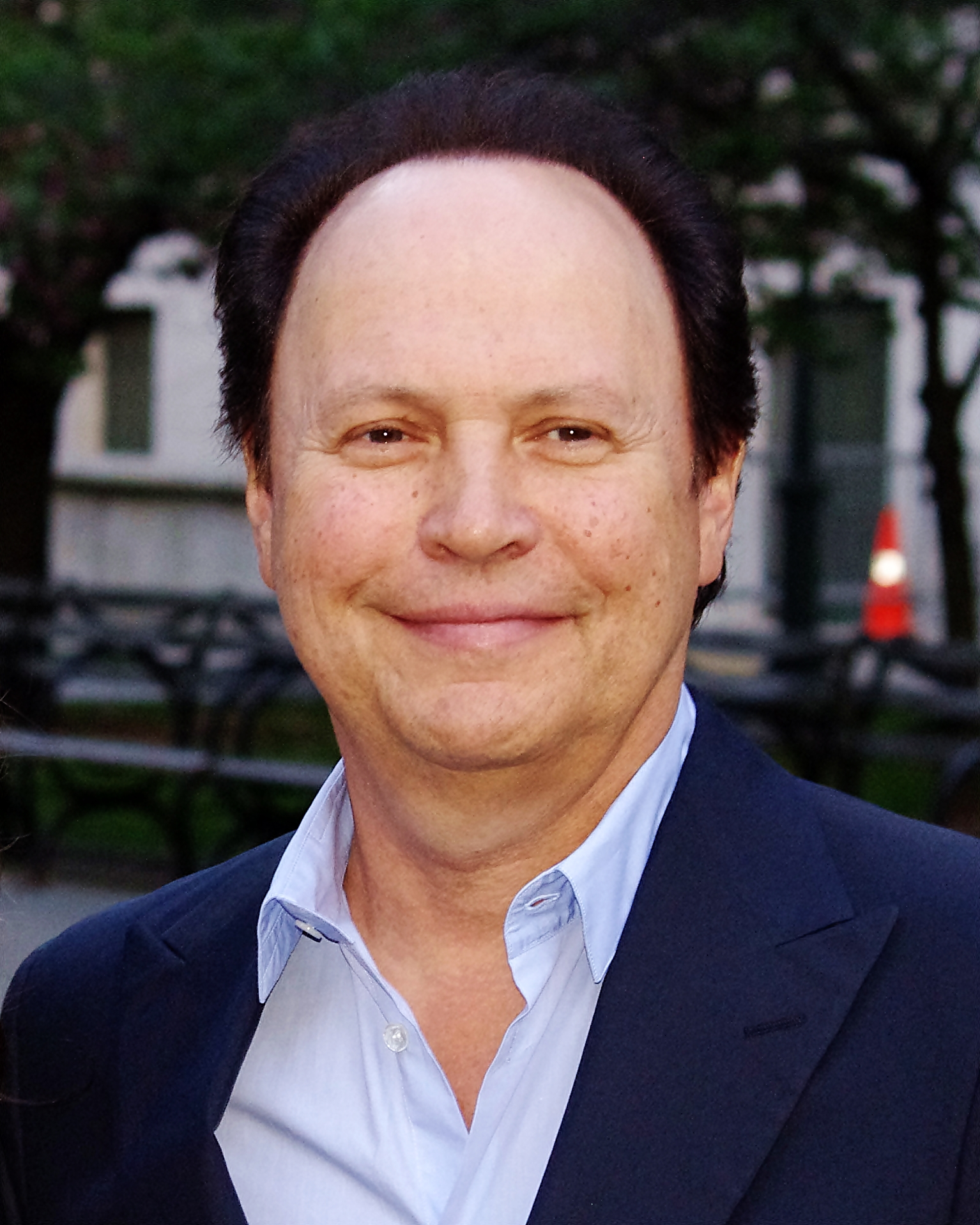
比利·克里斯托担任第72届奥斯卡颁奖典礼的主持人

新千年到来之际，美国电影艺术与科学学院希望缩短颁奖典礼的时长，并且给节目新的特色:279, 224。制片人夫妇理查·賽納克和莉莉·菲妮·扎努克获聘监督2000年晚会的制作:279，学院主席罗伯特·莱姆表示，请来两人是为了给节目带来全新的视角:279。这也是历史上首次有女性担任奥斯卡颁奖典礼的制片人。不过理查和莉莉虽保证会作出改变，但还是请来男演员兼老牌奥斯卡主持人比利·克里斯托主持颁奖典礼，这已经是后者第7度主持，他的首次主持是1990年举行的第62届奥斯卡颁奖典礼:279。
报道称，本届颁奖典礼的制作远较往届奢华和雄心勃勃:225。艺术指导设计师鲍勃·基恩（Bob Keene）设计了一个尽显其野心的科技舞台用于电视转播，其使用的地板装饰有闪光灯，还有多台支持高清视频的35英尺大屏幕显示器:225。颁奖嘉宾登上舞台时，这些显示器上将会显示出往届颁奖典礼的镜头、获提名电影的镜头以及奖项揭晓时几位提名者的面部表情等:301。由于这些设计对移动、照明和散热等方面技术存在较高要求，基恩和自己的团体先是在美国广播公司的展望工作室测试后，再将设备安装到神殿礼堂:235。
另外还有多人参与了颁奖典礼的制作。男演员彼德·考约特担任电视广播的报幕员:301。音乐总监伯特·巴卡拉克、唐·沃斯和罗布·施洛克为典礼创作了铁克诺和流行混合风格的音乐，来取代现场管弦乐队的大部分曲目:238-239, 279:238-239。此外，巴卡拉克还安排了包括菲丝·希尔、雷·查尔斯、拉蒂法女皇和艾萨克·海耶斯在内的多位音乐家表演过去曾获奥斯卡最佳原创歌曲奖提名的歌曲，编舞家肯尼·奥特加督导了曲目的表演:285。

### 选票遗失
投票选出获奖者的时间截止两周前，美国电影艺术与科学学院报称有约4000张邮寄给学院成员的选票遗失。装有这些选票邮件的包裹被错标成了第三级邮件:231。2000年3月6日，贝尔的美國郵政署区域配送中心找到了其中约1000张选票。为了让受到影响的成员可以投票，学院重新用黄色信封寄出了选票，并且将投票截止日期延迟到3月23日:289。

### 小金人被盗
2000年3月10日，55座奥斯卡金像奖在贝尔的一个陆路快运公司装卸码头被盗:289，这些小金人直到颁奖典礼时仍然没有找回，美国电影艺术与科学学院宣布制造商R.S.欧文斯公司将重新生产一批新的奖座。9天后，一位名叫威利·富尔吉尔（Willie Fulgear）的男子在洛杉矶韩国城附近一家超市的垃圾桶里发现了52座小金人，另外3座之后一直没有找到:255。为此负责承运小金人的货运公司给了富尔吉尔5万美元作为奖励，学院也给了富尔吉尔的儿子艾伦（Allen）两张晚会门票。货运公司的两名雇员，卡车司机劳伦斯·莱登特（Lawrence Ledent）和码头工人安东尼·哈特（Anthony Hart）因偷盗小金人的罪名被捕，两人都选择了不予抗辩。最后莱登特被判入狱6个月，而哈特获得了缓刑。警方曾以同一罪名起诉富尔吉尔一个同父异母的兄弟，但在富尔吉尔表示两人关系疏远后撤回了起诉:255。

### 最佳影片提名电影票房表现
截止2月15日提名名单公布时，五部获最佳影片提名电影在美国的总计票房收入为5.21亿美元，平均每部1亿零420万美元，其中《第六感》以2亿7840万6022美元名列榜首，之后分别是收入1亿2061万7988美元的《绿里》，收入7468万1000美元的《美国佳人》，收入2660万零240美元的《局内人》和收入2073万1033美元的《苹果酒屋法则》。

### 专业评价
本届晚会获奖了大部分媒体的正面评价。《波士顿先驱报》电视评论员莫妮卡·科林斯称赞两位制片人理查德和莉莉奉献了一台干净利落、生动活泼、光辉四射的高质量节目。她也调侃比利·克里斯托这回不需要再来力挽狂澜了，因为晚会看来进展很顺利:314。《舊金山觀察家報》的韦斯利·莫里斯（Wesley Morris）表扬典礼比之前几十年的表现更时尚，对其中的音乐和舞台设计也有着高度评价。《洛杉磯時報》专栏作家保罗·布朗菲尔德（Paul Brownfield）兴高采烈地声称：“第72届奥斯卡颁奖典礼比以往多年都要新潮，有更时尚的视觉感官和更前卫的基调”，他还称克里斯托是“整个故作严肃、装腔作势夜晚最完美的解药”。
一些媒体对晚会的评价不佳。《旧金山纪事报》的约翰·卡曼（John Carman）感叹，节目虽然表现平稳、整齐，但始终没有给观众带来期望的惊喜。《匹兹堡邮报》电视评论员罗布·欧文批评晚会的节奏不均衡，比利·克里斯托的20分钟恶搞和歌唱段落也没有过去那么好笑，缓慢的节拍始终没有加快。《纽约时报》的卡恩·詹姆斯（Caryn James）称“这四个小时的节目变得了行尸走肉”，她还认为晚会因带有太多向过去致敬的内容而变得臃肿。

### 收视和奖项
本届颁奖典礼通过美国广播公司在美国直播，其播出时段里平均有4652万观众收看，与去年相比提高了3%，而所有曾观看部分播出时段节目的观众总数则有7911万。从尼尔森收视率调查的数量看，节目的表现也强过去年，吸引了29.2%的家庭观看，比前一年提升了约2.1%，在18至49岁年龄段人群中收获了19.1%的收视率。
2000年7月，颁奖典礼获得了第52届黄金时段艾美奖的9项提名，并在两个月后成功为路易斯·J·霍维茨拿下了电视转播指导奖。

## 纪念
奥斯卡颁奖典礼上一年一度的“纪念”致敬环节旨在纪念过去一年中逝世的业内人士，本场晚会上的这一环节由男演员爱德华·诺顿引出，纪念了以下人士：:307
| - 西尔维娅·西德尼 - 吉姆·瓦尼 - 欧内斯特·古尔德 - 鲁思·罗曼 - 亨利·琼斯 - 羅伯特·布列松 - 戴斯蒙·李維林 - 馬里奧·普佐 - 阿伦·卡尔 - 罗里·卡尔霍恩 - 弗兰克·塔洛夫（Frank Tarloff） - 马克·戴维斯 - 海蒂·拉玛 - 维克多·迈彻 | - 加森·卡宁 - 罗杰·瓦迪姆 - 梅布尔·金 - 奥利弗·里德 - 阿尔伯特·惠特洛克 - 伊安·邦纳 - 亚伯拉罕·鲍伦斯基 - 狄·保加第 - 爱德华·迪麦特雷克 - 丽拉·柯卓娃 - 查尔斯·巴德·罗杰斯 - 马德琳·卡恩 - 喬治·坎貝爾·斯科特 |